# Čuja (affluente della Lena)
La Čuja (in russo Чуя?, Большая Чуя) è un fiume della Siberia Orientale, affluente di destra della Lena. Scorre nel Severo-Bajkal'skij rajon della Buriazia e nel Mamsko-Čujskij rajon dell'Oblast' di Irkutsk, in Russia.

## Descrizione
Nasce dal versante settentrionale dell'altopiano Stanovoj, dalla catena laterale dei monti Synnyr dalla confluenza dei due rami sorgentiferi Bol'šaja (grande) Čuja e Malaja (piccola) Čuja; scorre successivamente con direzione mediamente settentrionale o nordorientale in una zona di alte terre digradanti verso il corso della Lena. Nel basso corso scorre parallelamente e a breve distanza dal corso del fiume Vitim. La lunghezza di 512 km viene calcolata contando il più lungo dei suoi rami sorgentiferi (la Bol'šaja).
Il fiume è gelato in media da metà ottobre a metà maggio. Lungo il suo corso incontra gli insediamenti di Gorno-Čujskij e quello omonimo di Čuja alla foce.